# Sam Tarr
Samantha „Sam“ Tarr ist eine US-amerikanische Filmeditorin.

## Leben
Tarr besuchte von 2003 bis 2007 das Ithaca College, wo sie ihren Bachelor of Science in Fernsehen und Radio sowie Filmproduktion erlangte. Seit Juli 2021 arbeitet sie für das Filmstudio The Asylum. 2021 arbeitete sie an The Devil’s Triangle – Das Geheimnis von Atlantis in der Schnittassistenz und war im selben Jahr verantwortliche Filmeditorin bei dem Film Megaboa – 20 Meter, die fressen wollen. 2022 war sie für den Film Alien Space Battle für den Schnitt verantwortlich. 2023 folgten unter anderen Dressed for Love, Ape vs. Mecha Ape, der Animationsfilm Sereia, die kleine Meerjungfrau und Megalodon: The Frenzy. 2024 war sie die Filmeditorin für die Filme Prepare to Die, Earthquake Underground, 24 Hours to D-Day – Schlacht der Entscheidung und Witch Hunter – Der Hexenjäger.

## Filmografie (Auswahl)
- 2021: Megaboa – 20 Meter, die fressen wollen (Megaboa)
- 2022: Alien Space Battle (Attack on Titan)
- 2023: Dressed for Love (Fernsehfilm)
- 2023: Ape vs. Mecha Ape
- 2023: Sereia, die kleine Meerjungfrau (The Little Mermaid, Animationsfilm)
- 2023: Megalodon: The Frenzy
- 2024: Prepare to Die
- 2024: Earthquake Underground
- 2024: 24 Hours to D-Day – Schlacht der Entscheidung (24 Hours to D-Day)
- 2024: Witch Hunter – Der Hexenjäger (Witch Hunter)
- 2025: Black Panthers of WWII
- 2025: Die Schlacht um Schloss Itter (Battle for Castle Itter)
- 2025: Jurassic Reborn